# Jiří Holeček
Jiří Holeček (* 18. března 1944 Praha) je bývalý český hokejový brankář a reprezentant Československa.
Lední hokej začal hrát poprvé v sezóně 1956/1957 za Tatru Smíchov. Následující sezónu přestoupil do HC Bohemians Praha, ale z obou těchto klubů byl propuštěn. Poté nastoupil do pražské Slavie, kde působil pět let. Vojnu absolvoval od roku 1963 v klubu Dukla Košice, přičemž v tamním týmu (později s názvem VSŽ Košice) působil do roku 1973. V té době o něj měla již zájem HC Sparta Praha, kam zanedlouho přestoupil a kde odehrál pět sezón. Poté následoval přestup do německého EHC 70 München, kde setrval dvě sezóny. Svoji působnost uzavřel v klubu EHC Essen-West, kde hrál pouze jeden rok a následně opustil profesionální soutěže.
Jedná se o vítěze ankety Zlatá hokejka pro rok 1974.
Jeho synem je Jiří Holeček ml, od roku 2013 poslanec za hnutí ANO 2011.

## Reprezentace za Československo
- Mistrovství světa v ledním hokeji 1966 – 2. místo
- Mistrovství Evropy v ledním hokeji 1967 – 3. místo
- Mistrovství světa v ledním hokeji 1971 – 2. místo, nejlepší brankář turnaje
- Mistrovství Evropy v ledním hokeji 1971 – 1. místo
- Mistrovství světa v ledním hokeji 1972 – 1. místo
- Mistrovství Evropy v ledním hokeji 1972 – 1. místo
- Zimní olympijské hry 1972 – 3. místo
- Mistrovství světa v ledním hokeji 1973 – 3. místo, nejlepší brankář turnaje
- Mistrovství Evropy v ledním hokeji 1973 – 3. místo
- Mistrovství světa v ledním hokeji 1974 – 2. místo
- Mistrovství Evropy v ledním hokeji 1974 – 2. místo
- Mistrovství světa v ledním hokeji 1975 – 2. místo, nejlepší brankář turnaje
- Mistrovství Evropy v ledním hokeji 1975 – 2. místo
- Zimní olympijské hry 1976 – 2. místo
- Mistrovství světa v ledním hokeji 1976 – 1. místo, nejlepší brankář turnaje
- Mistrovství Evropy v ledním hokeji 1976 – 1. místo
- Kanadský pohár 1976 – finále
- Mistrovství světa v ledním hokeji 1977 – 1. místo
- Mistrovství Evropy v ledním hokeji 1977 – 1. místo
- Mistrovství světa v ledním hokeji 1978 – 2. místo, nejlepší brankář turnaje
- Mistrovství Evropy v ledním hokeji 1978 – 2. místo

## Ocenění
- člen Síně slávy IIHF (1998)
- člen Síně slávy českého hokeje (2008)